# László Nánai
Laszlo Nanai (Boedapest, 17 december 1936 - Zandvoort, 18 december 2009) was een Hongaars voetballer. 
In Hongarije was Nanai machine-bankmedewerker en speelde hij voor Vörös Lobogó SE (het huidige MTK Boedapest). Na de opstand in 1956 vluchtte hij naar Nederland en vestigde hij zich in Zandvoort. Hier verbleef hij tot aan zijn overlijden in december 2009. In 1960 benutte Nanai een belangrijke penalty in het restant van een eerder bij 2–2 gestaakte wedstrijd tegen Limburgia in de Eerste divisie waardoor RCH met 3–2 won en rechtstreekse degradatie ontliep. Hij was later trainer in het amateurvoetbal en had al tijdens zijn spelersloopbaan zijn beroep als machine-bankmedewerker weer opgepakt. In 1977 verkreeg hij het Nederlanderschap en werd zijn naam zonder Hongaarse accenten vastgesteld.

## Carrièrestatistieken
| Seizoen         | Club            | Land            | Competitie       | Competitie | Competitie | Beker | Beker | Internationaal | Internationaal | Overig | Overig | Totaal | Totaal |
| Seizoen         | Club            | Land            | Competitie       | Wed.       | Dlp.       | Wed.  | Dlp.  | Wed.           | Dlp.           | Wed.   | Dlp.   | Wed.   | Dlp.   |
| --------------- | --------------- | --------------- | ---------------- | ---------- | ---------- | ----- | ----- | -------------- | -------------- | ------ | ------ | ------ | ------ |
| 1957/58         | RCH             | Nederland       | Eerste divisie B | –          | –          | –     | 0     | 0              | 0              | 0      | 0      | –      | –      |
| 1958/59         | RCH             | Nederland       | Eerste divisie B | –          | –          | –     | 0     | 0              | 0              | 0      | 0      | –      | –      |
| 1959/60         | RCH             | Nederland       | Eerste divisie B | –          | –          | –     | –     | 0              | 0              | 0      | 0      | –      | –      |
| 1960/61         | RCH             | Nederland       | Eerste divisie B | –          | –          | –     | 0     | 0              | 0              | 0      | 0      | –      | –      |
| 1961/62         | RCH             | Nederland       | Tweede divisie   | –          | 3          | –     | 0     | 0              | 0              | 0      | 0      | –      | 3      |
| 1962/63         | RCH             | Nederland       | Tweede divisie B | –          | 1          | –     | 0     | 0              | 0              | 0      | 0      | –      | 1      |
| 1963/64         | RCH             | Nederland       | Tweede divisie A | –          | 2          | –     | 0     | 0              | 0              | 0      | 0      | –      | 2      |
| 1964/65         | RCH             | Nederland       | Tweede divisie A | –          | 5          | –     | 0     | 0              | 0              | 0      | 0      | –      | 5      |
| 1965/66         | RCH             | Nederland       | Tweede divisie B | –          | 0          | –     | 0     | 0              | 0              | 0      | 0      | –      | 0      |
| 1966/67         | RCH             | Nederland       | Eerste divisie   | –          | 0          | –     | 0     | 0              | 0              | 0      | 0      | –      | 0      |
| Carrière totaal | Carrière totaal | Carrière totaal | Carrière totaal  | –          | –          | –     | 0     | 0              | 0              | 0      | 0      | –      | –      |